# جوائز سانت ديفيد
جوائز سانت ديفيد (Welsh: Gwobrau Dewi Sant) هي عبارة عن برنامج سنوي يقدم جوائز حكومية، يعترف بالإنجازات الاستثنائية للمواطنين الويلزيين داخل ويلز والمملكة المتحدة والعالم. وهي أعلى الجوائز التي تمنحها حكومة ويلز للمدنيين.
الفائزون السابقون هم كيريس ماثيوز، ومايكل شين، وتاني جراي-تومسون، وبرين تيرفيل.

## الأهداف والفئات
تهدف الجوائز إلى «عكس وتعزيز تطلعات ويلز ومواطنيها إلى أن تكون دولة حديثة وحيوية، تتمتع بسمعة متنامية كدولة واثقة وذكية تقدر الابتكار وروح المجتمع وفوق كل ذلك شعبها».
حاليًا، هناك تسع فئات للجوائز:
- الشجاعة.
- المواطنة.
- الثقافة.
- المشروع.
- الابتكار والتكنولوجيا.
- الدولية.
- الرياضة.
- جائزة الشاب.
- جائزة الوزراء الأولى الخاصة.

## عملية الاختيار
تتم دعوة الجمهور الويلزي لانتخاب المرشحين، حيث يتم اختيار قائمة من ثلاثة متسابقين نهائيين في كل فئة من قبل لجنة استشارية مفوضة خصيصًا لهذه المهمة. ثم يتم تحديد الفائزين بالجوائز من قبل الوزير الأول.

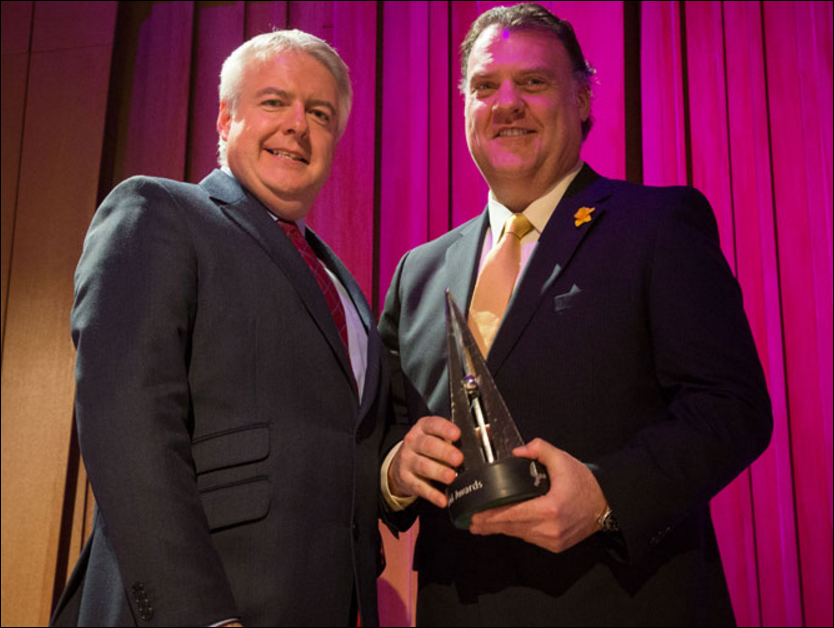
الوزير الأول كاروين جونز يسلم برين تيرفيل جائزته